# 1765 en philosophie
Chronologie de la philosophie
- 1761
- 1762
- 1763
- 1764
- 1765
- 1766
- 1767
- 1768
- 1769

L’année 1765 a été marquée, en philosophie, par les événements suivants :

## Publications
- François Hemsterhuis : "Lettre sur la sculpture" (publiée en 1769).

- Publication des "Nouveaux Essais sur l'entendement humain", ouvrage rédigé par Gottfried Wilhelm Leibniz en 1704.

- Joseph Priestley: : 
  - A Chart of Biography,
  - Essay on a Course of Liberal Education for Civil and Active Life.

- Jean-Jacques Rousseau : Projet de constitution pour la Corse — Posthume.